# Besse (Dordogne)
Besse település Franciaországban, Dordogne megyében. Lakosainak száma 153 fő (2022. január 1.). Besse Saint-Pompon, Villefranche-du-Périgord, Campagnac-lès-Quercy, Doissat, Marminiac, Saint-Cernin-de-l’Herm és Prats-du-Périgord községekkel határos.

## Népesség
A település népességének változása:
| Lakosok száma | 191  | 183  | 171  | 152  | 156  | 155  | 156  | 161  | 163  | 153  |
|               | 1968 | 1982 | 1990 | 2006 | 2013 | 2015 | 2017 | 2019 | 2020 | 2022 |